# Eduardo Ferro Rodrigues

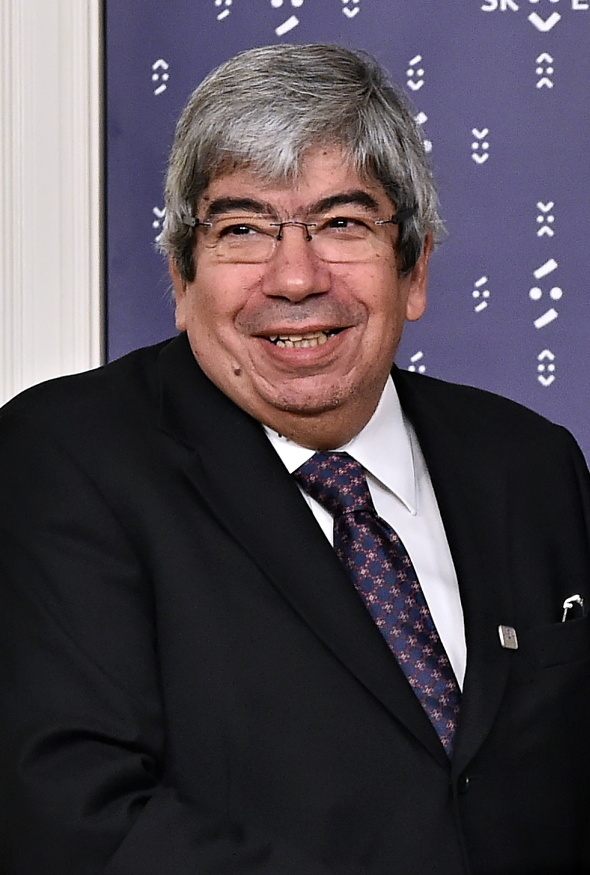
Eduardo Ferro Rodrigues

Eduardo Luís Barreto Ferro Rodrigues (* 3. November 1949 in Lissabon) ist ein portugiesischer Wirtschaftswissenschaftler und Politiker der Sozialistischen Partei (PS). Von Oktober 2015 bis März 2022 war er Präsident des portugiesischen Parlaments.

## Leben
Eduardo Ferro Rodrigues schloss sein Studium der Wirtschaftswissenschaften 1972 am Instituto Superior de Ciências Económicas e Financeiras, dem heutigen Instituto Superior de Economia e Gestão, an der Universität Lissabon mit der in Portugal üblichen Lizenziatur (licenciatura) ab. Daraufhin arbeitete er unter anderem als Gastprofessor am Höheren Institut für Unternehmens- und Arbeitswissenschaften (Instituto Superior de Ciências do Trabalho e da Empresa), wo er portugiesische Wirtschaft dozierte.
Von 1986 bis 1987 war er Pressesprecher der Sozialistischen Partei für Arbeit und Soziales. Von 1987 bis 1991 war Mitglied des Parteisekretariats und war für soziale und wirtschaftliche Angelegenheiten zuständig. Von 1992 bis 1994 war Mitglied der Parteikommission. Seit 1991 war Ferro Rodrigues im portugiesischen Parlament vertreten, insgesamt in der IV., V., VI. und IX. Legislaturperiode. In der VI. Periode hatte Ferro Rodrigues das Amt des stellvertretenden Fraktionsvorsitzenden der PS inne.
Nach der Parlamentswahl 1995, bei der die Sozialistische Partei mit einer relativen Mehrheit gewann, nominierte Premierminister Guterres Ferro Rodrigues als neuen Minister für Solidarität und Sozialversicherungen (Ministro de Solidariedade e Segurança Social). Das Amt behielt er bis zum 25. November 1997, dann leitete er das Ressort für Arbeit und Solidarität (Ministro de Trabalho e Solidariedade). Das Amt behielt er auch unter der zweiten Regierung Guterres, wechselte jedoch am 10. März 2001 und wurde zum neuen Minister für Soziale Einrichtungen und öffentliche Bauten (Ministro de Equipamento Social e das Obras Públicas). Am 16. Dezember 2001 fanden die portugiesischen Lokalwahlen statt, bei denen die Sozialisten erhebliche Einbußen zu verzeichnen hatten. Daraufhin trat Premierminister Guterres von allen Ämtern zurück, Eduardo Ferro Rodrigues trat ebenso als Minister zurück und übernahm das vakante Amt des Generalsekretärs der Partido Socialista zum 21. Januar 2002.
Währenddessen übernahmen die konservativen portugiesischen Sozialdemokraten nach den Wahlen 2002 die Regierung Portugals unter Premierminister José Manuel Barroso. Nachdem dieser zurücktrat um das Amt des EU-Kommissionspräsidenten anzunehmen, entschied Präsident Jorge Sampaio keine Neuwahlen auszurufen, sondern Pedro Santana Lopes als neuen Premierminister zu vereidigen. Diese Entscheidung wurde von allen linken Parteien im portugiesischen Parlament stark kritisiert. Eduardo Ferro Rodrigues trat daraufhin als Oppositionsführer und Generalsekretär der Sozialisten zurück, sein Nachfolger wurde der spätere Premierminister José Sócrates.
Nach dem Rücktritt behielt er zunächst sein Mandat in der Assembleia da República und leitete die portugiesische Delegation zur Parlamentsversammlung des Europarates. Zum 3. November 2005 wurde er als neuer OECD-Botschafter Portugals nominiert. Nach der von der bestehenden Regierung verlorenen Parlamentswahl wurde er am 23. Oktober 2015 als Nachfolger von Maria da Assunção Esteves zum neuen Parlamentspräsidenten gewählt. Er setzte sich dabei mit 120 zu 108 Stimmen gegen den konservativen Kandidaten Fernando Negrão durch. Am 25. Oktober 2019 wurde er mit 178 zu 44 Stimmen in seinem Amt bestätigt.
Eduardo Ferro Rodrigues ist verheiratet und hat zwei erwachsene Kinder.